# Max Kierstein
Max Kierstein (* 7. November 1890 in Bernburg an der Saale; † 1952 in Mainz; auch Max Kirstein geschrieben) war gelernter Kaufmann, SS-Hauptscharführer und Lagerkommandant des KZ-Außenlager Schillstraße, eines Außenlagers des KZ Neuengamme, in Braunschweig.

## Lebenslauf
Kierstein war der Sohn eines Eisenbahnwärters, besuchte acht Jahre lang die Volksschule und erlernte anschließend drei Jahre lang den Kaufmannsberuf. Nach seinem Ausbildungsende arbeitete er als Verkäufer und Dekorateur. Da er nach einem Unfall im Jahre 1913 für nicht kriegsverwendungsfähig gemustert wurde, meldete er sich im Ersten Weltkrieg freiwillig an die Westfront. Dort wurde ihm das Eiserne Kreuz der 2. Klasse verliehen. Er heiratete 1921 und lebte mit seiner Frau in Mecklenburg als Landwirt.

## Lagerkommandant
Am 2. Juli 1937 beantragte Kierstein die Aufnahme in die NSDAP und wurde rückwirkend zum 1. Mai desselben Jahres aufgenommen (Mitgliedsnummer 5.083.946). Zum 31. August 1939 trat er in die Waffen-SS ein. Er wurde am 1. November 1939 zum SS-Scharführer und am 1. Juli 1943 zum SS-Hauptscharführer befördert.
Kierstein war von November 1942 bis zum August 1944 in Konzentrationslagern Kommandoführer. Er war in Lagern einer Zellulose-Fabrik in Wittenberge sowie später im Drägerwerk in Hamburg und wurde aufgrund dieser Erfahrungen, nachdem das KZ-Außenlager Schillstraße in Braunschweig am 5. November 1944 fertiggestellt war, zum dortigen Lagerkommandanten bestimmt.
Kierstein war für seine Wutausbrüche gefürchtet und richtete seine Brutalität insbesondere gegen jüdische Häftlinge. Er beschimpfte jüdische KZ-Häftlinge mit 3-F (faul, frech, fett) oder, wie ein anderer Häftling Hirsch Hecht berichtete, auch mit 4-F, wenn er Juden beschrieb: „Wenn ein Jude zu viel frisst, dann wird er fett und faul und schliesslich auch frech“. Er schlug während seiner Wutausbrüche auf kranke Juden ein, was er mit den französischen, russischen, lettischen und litauischen Häftlingen nicht tat. Im Lager Schillstraße wurde das Essen von der Firma Büssing gekocht und von den diensthabenden Häftlingen ausgegeben. Dies wurde auf Anweisung von Kierstein geändert, und das Essen gab die SS-Wachmannschaft aus. Diese zweigten einen Großteil des Essens ab. Nach Aussagen eines angestellten Oberingenieurs, Heinrich Kamrad, ging dies so weit, dass die Häftlinge aufgrund ihrer Verfassung nicht in der Lage waren, effektiv zu arbeiten. Hierüber habe er sich bei der Lagerleitung beschwert, so Kamrad. Es liegt nahe, dass die SS-Mannschaft in der Schillstraße das Essen stahl, denn in einem anderen Fall schickten die SS-Wachmänner des KZ Vechelde nachweislich gestohlenes Essen der Häftlinge an ihre eigenen Familien. Dortiger Lagerführer war unter dem Kommando Kiersteins Helmut Sebrantke, einer seiner treuesten Gefolgsleute. Der französische Häftling Georges Salan, der das erste französische Buch über Häftlinge in der Schillstraße im Jahre 1946 veröffentlichte, schätzte Kierstein als Sadisten und Kriminellen ein.
Bemerkenswerterweise bildete das KZ-Außenlager Schandelah in Schandelah im Ortsteil Wohld zwar ein Außenlager des KZ Neuengamme, das SS-Personal jedoch unterstand Max Kierstein, der in der Region als Stützpunktleiter fungierte und nie für seine Taten zur Rechenschaft gezogen wurde.